# Кіркоров Філіп Бедросович
Філіп Бедросович Кіркоров (Пилип Бедросович Кіркоров, рос. Фили́пп Бедро́сович Кирко́ров; нар. 30 квітня 1967, Варна, Народна Республіка Болгарія) — радянський і російський естрадний співак, продюсер, Народний артист Чечні (2006), Інгушетії (2006), Росії (2008), України (2008—2024), Молдови (2018). Почесний громадянин Ялти. Відомий своїми проросійськими та українофобськими поглядами.
З 23 по 25 червня 2021 внесений до Переліку осіб, що створюють загрозу нацбезпеці України через незаконий перетин кордону України та відвідування окупованого Криму. Підтримує путінський режим та війну Росії проти України.
З 7 січня 2023 року перебуває під санкціями РНБО за антиукраїнську діяльність.

## Походження
Народився 30 квітня 1967 року в місті Варні (Народна Республіка Болгарія). Син болгарського артиста вірменського походження Бедроса Кіркорова.

## Музична діяльність
Народився 30 квітня 1967 року, почав співати 1985 року. Став популярним у 1990-х завдяки пісням «Небо і земля», «Ти, ти, ти…», «Атлантида», «Примадонна». З 1994 по 2005 рік був одружений з Аллою Пугачовою.
Брав участь у конкурсах Євробачення 1995 і Слов'янський базар. Автор шоу-програм «Атлантида», «Я не Рафаель»; «Найкраще, улюблене тільки для Вас». Виступав на сценах Медісон-сквер-гарден, найбільшого казино в Америці із залою на 5 тисяч «Тадж-Махал» в Атлантик-Сіті, Фрідріх-штадт-палас, Grand Theater. Працює продюсером для співаків, які їдуть на Євробачення. Так він продюсував Ані Лорак на (2008), Сестер Толмачових (2014), Сергія Лазарєва (2016) і гурту DoReDos (2018).

## Продюсерська діяльність
Генеральний продюсер мюзиклу «Chicago». Восьмикратний володар премії Овація, чотирикратний володар нагороди «World Music Awards», як найпопулярнішому виконавцеві Росії, багатократний володар премій «Золотий грамофон», «Стопудовий Хіт», премії Кінофестивалю Кінотавр в номінації Найкраща чоловіча роль лауреат щорічного фестивалю «Пісня Року» і «Золотий Орфей» (Болгарія).
1999 року занесений до Книги рекордів Гінесса за серію концертів «Тільки один місяць і лише для Вас» за те, що артист давав по 1 концерту на день на одній і тій самій сцені (Октябрський, Санкт-Петербург) впродовж 32 днів. У вересні 2010 року занесений до Книги рекордів Гінесса як єдиний артист, який провів 100 концертів на сцені концертного залу «Фестивальний» в Сочі.

Філіп Кіркоров та Володимир Путін

2008 року виступив продюсером співачки Ані Лорак на конкурсі «Євробачення-2008», після чого був нагороджений Ющенком званням Народного артиста України «за вагомий особистий внесок у розвиток культурно-мистецьких зв'язків України і Російської Федерації, високу виконавську майстерність та багаторічну плідну творчу діяльність».

## Громадянська позиція та спроба заборони на в'їзд в Україну
Прибічник путінського режиму.  Українофоб. Підтримує війну Росії проти України.  Виступав в окупованому Росією Криму. Фігурант сайту «Миротворець» як особа, що становить загрозу національній безпеці України і міжнародному правопорядку.
22 червня 2021 року Міністерство культури та інформаційної політики додало Кіркорова до переліку людей, які створюють загрозу національній безпеці України. У СБУ пояснили причини: пропагандистські концерти, підтримка анексії Криму Росією.
25 червня, Мінкульт виключив Кіркорова з переліку осіб, які створюють загрозу національній безпеці України. Це зробили на підставі нового листа СБУ, але відзначили, що ані причини включення, ані причини виключення зі списку СБУ не зазначила. У серпні стало відомо, що в'їзд Кіркорову до України заборонили терміном на три роки.
У 2020 році підтримував самопроголошеного президента Білорусії Олександра Лукашенка під час протестів у країні проти фальсифікації на президентських виборах.
Підтримує війну Росії в Україні. Заступився за Віктора Медведчука, якого 12 квітня 2022 року затримала СБУ, і його дружину Оксану Марченко та закликав до «справедливого рішення».
З 7 січня 2023 року перебуває під санкціями РНБО за антиукраїнську діяльність.
У лютому 2024 року Кіркоров побував у тимчасово окупованій Росією Горлівці, де заспівав перед російськими військовими та відвідав у зруйнованому внаслідок бойових дій ДК "Шахтар", в якому у 1989 році вперше заспівав пісню "Атлантида".

## Цікаві факти та скандали
- 20 травня 2004 року на прес-конференції в Ростові-на-Дону, після запитання від журналістки «Газети Дону» Ірини Ароян «Чим обумовлено настільки велика кількість римейків у Вашому репертуарі?», співак образив журналістку, використовуючи нецензурну лексику. Ароян подала до суду, який визнав співака винним за частиною 2 статті 130 КК РФ (образа в публічному місці) і засудив Кіркорова до виплати штрафу в 60 тисяч рублів.[21][22] Відеозапис скандальної прес-конференції став об'єктом популярних інтернет-мемів у російськомовному сегменті Інтернету лише через деякий час після скандалу, а фрази з неї були розібрані на цитати.
- 27 вересня 2008 року на телеканалі НТВ був показаній фільм «Зірки і містика». У фільмі є сюжет присвячений Філіпу Кіркорову, де зі співака знімають порчу, нібито наведену сибірським майстром вуду на прохання колеги співака по шоу-бізнесу, чоловіка на ім'я Олег, Іван або Олександр. «Магічний обряд» прямо на стадіоні, де виступав Філіпп, провів курський астромаг Павсекакій, стоячи всього в метрі від співака.[23]
- У 2009 році Кіркоров розглядався як один з кандидатів на роль ведучого конкурсу «Євробачення», але у підсумку ведучим став Андрій Малахов. Кіркоров також очолив професійне російське журі конкурсу, але за добу до фіналу артист оголосив про вихід зі складу журі, таким чином попередивши можливі звинувачення у необ'єктивності.[24]
- 4 грудня 2010 року під час репетиції свого виступу на церемонії «Золотий Грамофон» Філіп грубо висловив невдоволення спрямованим на нього прожектором. Другий режисер церемонії, Марина Яблокова, попросила співака дочекатися налагодження світла, однак він відповів нецензурною лайкою, а затим підбіг до жінки і з криком «Я тебе вб'ю!» вдарив її по обличчю.[25] Після інциденту Кіркорова екстрено госпіталізували в психіатричне відділення ізраїльського медичного центру «Шиба».[26] Потерпіла подала заяву в прокуратуру з проханням порушити кримінальну справу за статтями «образа» (ч.1 ст.130 КК РФ) і «завдання легких тілесних ушкоджень» [18] (ч.1 ст.115 КК РФ) і відмовилася від мирової угоди. Однак 16 грудня вони уклали мирову угоду, а 22 грудня мировий суд провів засідання, на якому розглянув питання про її затвердження[27].
- 29 листопада 2016 року за заявою Кіркорова у Москві у приміщення російського «Сбербанка» заарештували французького музиканта й композитора Дідьє Маруані, який прибув до Москви на запрошення Кіркорова для владнання питання щодо незаконного використання музики Маруані в пісні Кіркорова «Жорстока любов». Француз заявив, що Кіркоров влаштував для нього пастку[28].
- Кіркорову особливо огидна ідея відвідування поранених російських окупантів в госпіталі. Так, у 2022 році, під час відвідувань в одному з госпіталів у тимчасово окупованому Криму сказав, що «там страшно смердить — ліками, і поранені не всі миються», а також скаржився, що довелося віддавати одяг у чистку після відвідування госпіталя.
- Філіп Кіркоров, який нарвався на серйозні проблеми через участь у «голій вечірці» телеведучої Анастасії Івлєєвої наприкінці грудня 2023 року, прислухався до поради своєї колеги та колишньої дружини Алли Пугачової та заплатив «важливим людям» до Міноборони РФ, щоб йому не вручали повістку в армію. Для цього, він виклав 7 млн рублів (близько 3 млн гривень). Також одне із джерел Telegram-каналу повідомило, що Кіркоров не хоче їхати на тимчасово захоплену російськими окупантами частину Донбасу, щоб спокутувати провину за участь у скандальній тусовці. У Кремлі наказали переслідувати артистів, які брали участь у «голій вечірці», зокрема, зіркам приписали пропаганду ЛГБТ, в тому числі і Кіркорову через участь у «голій вечірці». В результаті Кіркорова «вирізали» з фільму рос. «Иван Васильевич меняет все». Замість його персонажа — російського імператора Петра I, там з'явився інший герой — Людовик XVI, якого зіграв актор Микита Кологривий[29]. Кіркорову декілька разів «наполегливо пропонували» поїздки до Донецька, Горлівки та Макіївки, але він постійно відмовляється, з його слів, «що там стріляють, а він ще хоче жити та не хоче ні грошей у «ДНР» везти, ні з військовими зустрічатися, ні з місцевими жителями». Кіркоров нібито вважає, що зробив достатньо — переказав 5 млн рублів (приблизно 2 млн грн) дітям із Бєлгорода[30].

## Дискографія
| Студійні альбоми - 2010 — «ДруGOY» - 2007 «For You» - 2003 «Незнакомка» - 2001 «Влюбленный и безумно одинокий» - 2001 «Magico Amor» (іспаномовний альбом) - 2000 «ЧелоФилия» - 1998 «Ой, Мама, Шика Дам!» (римейк) - 1998 «С любовью к единственной» - 1995 «Скажи солнцу: «Да!»» - 1994 «Я не Рафаэль» - 1992 «Такой-сякой» - 1991 «Небо и земля» - 1991 «Ты, ты, Тты» - 1990 «Филипп» | Сингли - 2005 «Как сумасшедший я» (дует із Сакісом Рувасом) - 2003 «Жестокая любовь» - 2001 «Мария» - 2001 «Я за тебя умру» (римейк пісні Єлени Папарізу) - 2001 «Ты поверишь?» - 2001 «Diva» (римейк пісні Дани Інтернешнл) - 2000 «Огонь и вода» (римейк) - 1999 «Кіліманджаро» - 1999 «Мышь» Концертні альбоми - 2001 «Вчера, сегодня, завтра…» |

Компіляції
- 2004 «Дуэты»
- 2003 «Лучшие песни»

Філіп Кіркоров і Дональд Трамп

- 1998 «Лучшее, любимое и только для Вас!»
- 1996 «Синдбад-мореход»
- 1992 «Москва — Торонто»

### Римейки пісень
Филип Кіркоров записав кавер-версії на кілька пісень, які звучали на пісенному конкурсі Євробачення або на фіналах національних відборів:
- «Dreaming» (Ірландія, Євробачення 1995)
- «(I Would) Die for You» (Греція, Євробачення 2001) (рос. Я за тебя умру)
- «Diva» (Ізраїль, Євробачення 1998)
- «Go» (Велика Британія, Євробачення 1988) (рос. Лишь бы ты была моей)
- «Maria Magalena» (Хорватія, Євробачення 1999) (рос. Мария Магдалена)
- «Hero» — Шарлотта Переллі (Швеція, Євробачення 2008) (рос. Новый герой)
- «La Voix» — Малена Ерман (Швеція, Євробачення 2009) (рос. Голос в дуеті з Анною Нетребко)
- «Let's get wild» — Єлена Папарізу (2005, Грецький національний фінал) (рос. Кайф)
- «Carnaval» — DJ Mendez (2002, Шведський національний фінал)
- «Let your spirit fly» — Jan Johansson & Pernilla Walggren (2003, Шведський національний фінал) (рос. Влюбленная душа в дуеті з Анастасією Стоцькою)
- «Cara Mia» — Mans Zelmerlow (2007, Шведський національний фінал) (рос. Королева)
- «Gigolo», Єлена Папарізу (рос. Жиголо)
- «The Light in Our Soul», Єлена Папарізу (рос. Я эту жизнь тебе отдам)
- «Playing with fire» — Паула Селінг і Овідіу Чернаутяну (Євробачення 2010) (рос. Игра с огнем)
- «Kalimba de luna» — Boney M (Німеччина) (рос. Калимба дэ луна)
- «Dinata», Елефтерія Арванітакі (рос. Огонь и вода)
- «Your Desire», (рос. Индиго)

### Плагіат та протизаконне виконання пісень
- «Лишь бы ты меня ждала» — «Go», композитор Julie Forsyth, виконавець Скотт Фіцджеральд, Євробачення 1988[31]
- «Пара королеве» — «Cara Mia», виконавець Mans Zelmerlow, Євробачення 2015
- «Жестокая любовь» — «Symphonic space dream», автор Дідьє Маруані[32]

## Нагороди та звання
- Заслужений артист Росії (2001)
- Народний артист Чечні (2006)
- Народний артист Інгушетії (2006)
- Народний артист Росії (2008)
- Народний артист України[33] (2008) — позбавлено
- Премія «Людина року» в галузі культури та мистецтва (Україна, 2008)[34] (2008)
- Кавалер Золотого Ордена «Служіння Мистецтву»
- Ювілейна медаль «10 років Астані» (Казахстан, 2008)
- Почесний громадянин Ялти (Україна, 2010)

7 січня 2023 року проти Кіркорова було введено в дію санкції РНБО..
22 листопада 2024 року позбавлений державних нагород України та інших форм відзначення, в т.ч. і звання «Народний артист України».